# كريستين كورسغارد
كريستين ماريون كورسغارد (بالإنجليزية: Christine Korsgaard)‏، (ولدت في 9 أبريل 1952) هي فيلسوفة أمريكية، وأستاذة الفلسفة في جامعة هارفارد التي تعنى بالمصالح العلمية الرئيسية في الفلسفة الأخلاقية وتاريخها، علاقة القضايا في الفلسفة الأخلاقية بقضايا 
الميتافيزيقيا، وفلسفة العقل، ونظرية الهوية الشخصية، نظرية العلاقات الشخصية، والقاعدة بشكل عام.

## التعليم والمهنة
التحقت كورسغارد لأول مرة بجامعة إلينوي الشرقية لمدة عامين، ونقلت للحصول على درجة الدكتوراه من جامعة إلينوي، وشهادة الدكتوراه من جامعة هارفارد، حيث كانت طالبة في جامعة جون رولز. حصلت على دكتوراه في الآداب الإنسانية من جامعة إلينوي في عام 2004.
ودرست في جامعة ييل، وجامعة كاليفورنيا في سانتا باربرا، وجامعة شيكاغو، من عام 1991 كانت أستاذة في جامعة هارفارد، حيث هي آرثر كينغسلي بورترالان أستاذة الفلسفة.
في عام 1996 نشرت كورسغارد كتابا بعنوان مصادر نورماتيتي، التي كانت النسخة المنقحة من محاضراتها حول القيم الإنسانية، وأيضا مجموعة من أوراقها السابقة عن الفلسفة التي كانت الأخلاقية، ونهج كانتيان للفلسفة الأخلاقية المعاصرة: إنشاء مملكة الغايات.وفي عام 2002، كانت أول امرأة تلقي محاضرات جون لوك في جامعة أكسفورد، التي تحولت إلى كتابها الأخير، الدستور الذاتي: الوكالة، الهوية، والنزاهة.
تم انتخابها زميلة في الأكاديمية الأمريكية للفنون والعلوم في عام 2001 ، وزميلة مناظرة في الأكاديمية البريطانية في عام 2015. شغلت منصب رئيسة القسم الشرقي للجمعية الفلسفية الأمريكية في 2008-2009، وفازت بجائزة ميلون للإنجاز المتميز من 2006-2009.

## منشورات مختارة

### الكتب
1- (2018) زميل المخلوقات: التزاماتنا لغيرها من الحيوانات، مطبعة جامعة أكسفورد.
2-(2009) الدستور الذاتي: الوكالة والهوية والنزاهة، مطبعة جامعة أكسفورد.
3- (2008) دستور الوكالة، مطبعة جامعة أكسفورد.
 4-(1996أ) مصادر نورماتي، نيويورك: مطبعة جامعة كامبريدج.
 5-(1996b) يخلق المملكة النهايات، نيويورك: صحيفة جامعة كامبريدج.د

### المواد
1- (1986) «التشكك حول السبب العملي،» مجلة الفلسفة 83 (1).